# Associació Mutual Israelita Argentina
L'Associació Mutual Israelita Argentina (AMIA) és un centre de la comunitat jueva de Buenos Aires, Argentina. L'AMIA va ser fundada en 1894, la seva missió va ser concebuda per a promoure el benestar i desenvolupament de la vida jueva a l'Argentina i per assegurar la continuïtat i els valors de la comunitat jueva. L'associació va establir un dels primers cementiris jueus de Buenos Aires, i més tard va fundar la Fundació Tzedaka per la caritat. Servint la comunitat jueva més gran d'Amèrica Llatina a la dècada de 1920, l'AMIA va inaugurar una nova seu a la secció de Balvanera de Buenos Aires el 1945. AMIA va esdevenir la seu de la Federació de Comunitats Israelites Argentines. Va créixer per proporcionar i promoure una sèrie d'activitats educatives, recreatives i culturals, formals i informals, així com una cooperativa de salut. Es va convertir en un centre per a la participació i la implicació de les persones de totes les edats, i de la comunitat en general.
El 18 de juliol de 1994 (el 10 de Av al calendari hebreu), una furgoneta Renault Trafic carregada d'explosius es va estavellar contra l'AMIA, matant a 85 persones, ferint a més de 300, i destruint l'edifici per complet. Després de l'atemptat a l'AMIA de 1994 es van posar en marxa una sèrie d'investigacions federals, internacionals, però el cas segueix sense resoldre. Un edifici de 8000 m² va ser encarregat després per substituir l'estructura destruïda, i al maig de 1999, el nou edifici, una estructura de 8 pisos modernista separat del carrer per un mur de protecció, es va inaugurar.